# Jeux de l'Empire britannique de 1950

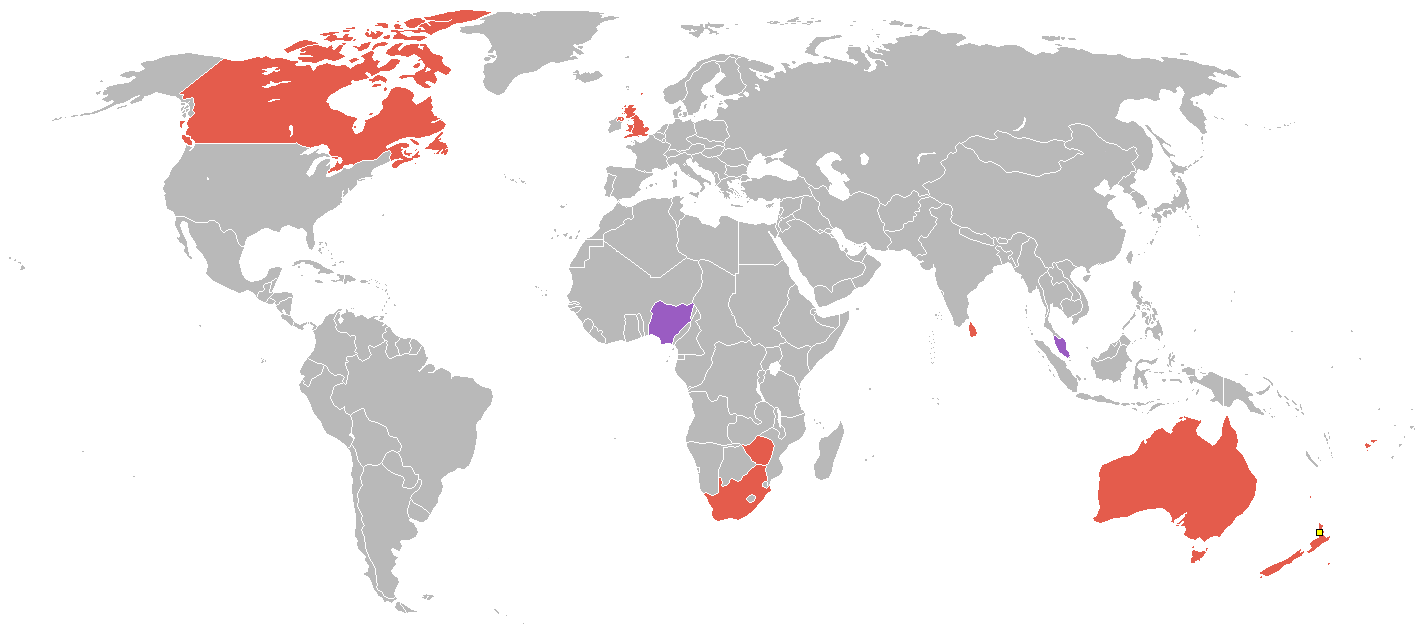
Pays participants en 1950

Les jeux de l'Empire britannique de 1950 ont été la quatrième édition de ces jeux connus de nos jours comme les jeux du Commonwealth. Ils ont eu lieu à Auckland (Nouvelle-Zélande), douze ans après la troisième édition. La cérémonie d'ouverture eut lieu à Eden Park devant 40 000 spectateurs.
590 athlètes de 12 nations ont participé à ces jeux. 

## Les 12 nations présentes
12 équipes ont été représentées aux jeux de l'Empire britannique de 1938. Les deux nouvelles nations participantes sont en gras.
| - Afrique du Sud - Angleterre - Australie - Canada | - Ceylan - Fidji - Fédération de Malaisie - Nouvelle-Zélande | - Nigeria - Rhodésie du Sud - Écosse - Pays de Galles |

## Sports et disciplines
- Athlétisme, voir résultats détaillés
- Aviron, voir résultats détaillés
- Bowls, voir résultats détaillés
- Boxe, voir résultats détaillés
- Cyclisme, voir résultats détaillés
- Escrime, voir résultats détaillés
- Haltérophilie, voir résultats détaillés
- Lutte, voir résultats détaillés
- Natation, voir résultats détaillés
- Plongeon, voir résultats détaillés

## Tableau des médailles
| Rang  | Pays                   | Or | Argent | Bronze | Total |
| ----- | ---------------------- | -- | ------ | ------ | ----- |
| 1     | Australie              | 34 | 27     | 19     | 80    |
| 2     | Angleterre             | 19 | 16     | 13     | 48    |
| 3     | Nouvelle-Zélande       | 10 | 22     | 22     | 54    |
| 4     | Canada                 | 8  | 9      | 13     | 30    |
| 5     | Afrique du Sud         | 8  | 4      | 8      | 20    |
| 6     | Écosse                 | 5  | 3      | 2      | 10    |
| 7     | Fédération de Malaisie | 2  | 1      | 1      | 4     |
| 8     | Fidji                  | 1  | 2      | 2      | 5     |
| 9     | Ceylan                 | 1  | 2      | 0      | 3     |
| 10    | Nigeria                | 0  | 1      | 0      | 1     |
| 11    | Pays de Galles         | 0  | 1      | 0      | 1     |
| 12    | Rhodésie du Sud        | 0  | 1      | 0      | 1     |
| Total | Total                  | 88 | 89     | 80     | 257   |